# Episodi de La leggenda di Korra (seconda stagione)
La seconda stagione della serie animata La leggenda di Korra (The Legend of Korra), nota anche come Libro secondo: Spiriti (Book Two: Spirits), e composta da 14 episodi, è stata trasmessa in prima visione negli Stati Uniti d'America da Nickelodeon dal 13 settembre al 22 novembre 2013.
In Italia, la stagione è andata in onda sul canale satellitare Nickelodeon dal 15 al 23 gennaio 2015.
| nº | Titolo originale          | Titolo italiano               | Prima TV USA      | Prima TV Italia |
| -- | ------------------------- | ----------------------------- | ----------------- | --------------- |
| 1  | Rebel Spirit              | Spirito ribelle               | 13 settembre 2013 | 15 gennaio 2015 |
| 2  | The Southern Lights       | Le luci del Sud               | 13 settembre 2013 | 15 gennaio 2015 |
| 3  | Civil Wars, Part 1        | Guerra civile (prima parte)   | 20 settembre 2013 | 16 gennaio 2015 |
| 4  | Civil Wars, Part 2        | Guerra civile (seconda parte) | 27 settembre 2013 | 16 gennaio 2015 |
| 5  | Peacekeeper               | I pacificatori                | 4 ottobre 2013    | 19 gennaio 2015 |
| 6  | The Sting                 | La stangata                   | 11 ottobre 2013   | 19 gennaio 2015 |
| 7  | Beginnings, Part 1        | L'inizio (prima parte)        | 18 ottobre 2013   | 20 gennaio 2015 |
| 8  | Beginnings, Part 2        | L'inizio (seconda parte)      | 18 ottobre 2013   | 20 gennaio 2015 |
| 9  | The Guide                 | La guida                      | 1º novembre 2013  | 21 gennaio 2015 |
| 10 | A New Spiritual Age       | Una nuova era spirituale      | 8 novembre 2013   | 21 gennaio 2015 |
| 11 | Night of a Thousand Stars | La notte delle mille stelle   | 15 novembre 2013  | 22 gennaio 2015 |
| 12 | Harmonic Convergence      | Convergenza armonica          | 15 novembre 2013  | 22 gennaio 2015 |
| 13 | Darkness Falls            | Cala l'oscurità               | 22 novembre 2013  | 23 gennaio 2015 |
| 14 | Light in the Dark         | Luce nell'oscurità            | 22 novembre 2013  | 23 gennaio 2015 |

## Spirito ribelle
- Titolo originale: Rebel Spirit
- Diretto da: Colin Heck
- Scritto da: Tim Hedrick

### Trama
Sei mesi dopo la sconfitta di Amon, Korra e i suoi amici si recano al Polo Sud per un festival, anche Asami è presente per affari e grazie a Bolin riesce ad ingraziarsi Varrick, uno degli uomini più ricchi al mondo. Al festival è presente anche Unalaq capo tribù dell'acqua del Nord che mette in discussione i valori morali della tribù del Sud. Nella notte uno spirito malvagio attacca Korra, ma nessuno è in grado di fermarlo. Solo l'intervento di Unalaq scongiura la minaccia e Korra decide di seguirlo per imparare a dominare gli spiriti. Tenzin decide così di prendersi una vacanza con la sua famiglia nel tempio dell'aria dove viveva Aang portando con sé anche suo fratello Bumi e sua sorella Kya.

#### Curiosità
Il filmato che proietta Varrick all'incontro con Asami è un riferimento a "Sallie Gardner at a Gallop", che è considerato il primo filmato della storia.
- Ascolti USA: telespettatori 2 600 000[2]

## Le luci del Sud
- Titolo originale: The Southern Lights
- Diretto da: Ian Graham
- Scritto da: Joshua Hamilton

### Trama
Unalaq, Korra e i suoi amici si dirigono al portale spirituale del polo Sud per ripristinare il collegamento tra i due mondi; anche Tonraq, preoccupato per sua figlia Korra, li segue perché in quel luogo imperversa una tempesta eterna. Durante il viaggio Tonraq rivela di essere stato bandito dalla tribù dell'acqua del Nord per aver scatenato l'ira degli spiriti e di essersi trasferito al Sud per rifarsi una vita. Giunti sul posto Korra si avventura da sola nel portale e viene attaccata dagli spiriti, ma grazie alla sua perseveranza completa la sua missione. Nel frattempo l'esercito della tribù dell'acqua del Nord sbarca sulle coste del Sud per difendere il portale appena aperto.
- Ascolti USA: telespettatori 2 600 000[2]

## Guerra civile (prima parte)
- Titolo originale: Civil Wars, Part 1
- Diretto da: Colin Heck
- Scritto da: Michael Dante DiMartino

### Trama
La tribù dell'acqua del Sud si sente oppressa dalle truppe di Unalaq e si creano delle tensioni che Korra non riesce a risolvere. Le cose degenerano e Varrick invia dei rivoltosi a rapire Unalaq, ma Korra lo salva in tempo. Nonostante Tonraq si fosse rifiutato al rapimento viene arrestato lo stesso insieme alla moglie Serra. Intanto al tempio dell'aria Tenzin, Bumi, e Kya si mettono a cercare Ikki che è scappata dopo aver litigato con i fratelli. Durante la ricerca Tenzin si accorge di essere stato negligente nei confronti della sua famiglia proprio come suo padre fece con Bumi e Kya. Ricordando il passato Tenzin e i suoi fratelli finiscono per litigare e si separano.
- Ascolti USA: telespettatori 2 190 000[3]

## Guerra civile (seconda parte)
- Titolo originale: Civil Wars, Part 2
- Diretto da: Ian Graham
- Scritto da: Michael Dante DiMartino

### Trama
Unalak rassicura Korra che i suoi genitori avranno un processo equo, tuttavia il giudice emette una sentenza di morte per i rivoltosi trasformata poi in ergastolo dopo l'intervento di Unalaq. Frustrata Korra attacca il giudice che le svela tutta la verità su Unalaq: con il processo voleva avere l'Avatar dalla sua parte senza avere tra i piedi Tonraq proprio come quando lo ha fatto bandire dalla tribù dell'acqua del Nord. Korra, con l'aiuto dei suoi amici, riesce a liberare il padre e lo informa su cosa ha fatto Unalaq. Inizia così la guerra civile tra la tribù dell'acqua del Nord e del Sud, ma essendo questi ultimi in minoranza numerica a Korra viene affidato il compito di chiedere aiuto alle Forze Unite. Intanto al tempio dell'aria Tenzin trova Ikki e capisce che andare d'accordo con i propri familiari non è una cosa facile e decide di fare pace con i suoi fratelli.
- Ascolti USA: telespettatori 2 380 000[4]

## I pacificatori
- Titolo originale: Peacekeepers
- Diretto da: Colin Heck
- Scritto da: Tim Hedrick

### Trama
Tornati a Città della Repubblica, Korra partecipa ad una marcia pacifica contro Unalaq, ma è interrotta da un attentato terroristico. Il giorno dopo Korra chiede l'intervento delle Forze Unite, ma il presidente Raiko glielo nega. Varrick suggerisce a Korra di coinvolgere l'esercito all'insaputa di Raiko e ad Asami di vendere le armature da combattimento alla resistenza, mentre lui girerà dei film per influenzare l'opinione pubblica nei riguardi di Unalaq usando Bolin come protagonista nel ruolo di Nuktut, eroe del Sud. Nel frattempo Mako sospetta che l'attentato non sia opera della tribù dell'acqua del Nord, ma nessuno gli crede. Intanto Korra prova a parlare con il generale Iroh, ma neppure lui può aiutarla, tuttavia le suggerisce di rivolgersi alla Nazione del Fuoco. Durante il viaggio Korra finisce inghiottita in mare aperto da uno spirito oscuro.

#### Curiosità
Il titolo del film di Varrick è un riferimento al film Nanuk l'esquimese.
- Ascolti USA: telespettatori 1 100 000[5]

## La stangata
- Titolo originale: The Sting
- Diretto da: Ian Graham
- Scritto da: Joshua Hamilton

### Trama
Tutte le navi inviate ai ribelli vengono affondate ed Asami rischia la bancarotta, per aiutarla Mako le propone di preparare una nave esca per catturare i responsabili, ma occorrono più persone e Mako è costretto a rivolgersi alla Triade. Durante l'operazione non si fa vivo nessuno e Mako scopre che qualcuno ha pagato la Triade per tenere lontani lui ed Asami. I due scappano dalla nave e raggiunto il capannone delle Industrie del futuro lo trovano completamente vuoto. Mako non si arrende e scopre un indizio importante sul set di Nuktuk, quindi va ad informare Asami dicendole che forse sa chi li ha ingannati; proprio in quel momento trova anche Varrick che ha appena salvato l'azienda di Asami diventandone socio e così Mako decide di rinviare il discorso. Intanto Korra viene ritrovata dai sacerdoti della Nazione del Fuoco senza più ricordare chi sia.
- Ascolti USA: telespettatori 1 950 000[6]

## L'inizio (prima parte)
- Titolo originale: Beginnings, Part 1
- Diretto da: Colin Heck
- Scritto da: Michael Dante DiMartino

### Trama
Korra viene portata da una sacerdotessa, dopo averla analizzata, scopre che lo spirito dell'Avatar deve essere purificato nell'acqua di una grotta sottostante. Per ritrovare la memoria Korra deve ristabilire la connessione con Raava attraverso i ricordi di Wan: il primo Avatar. In questi ricordi viene narrato di come Wan sia stato esiliato per aver sfamato i più deboli, di come Wan abbia stretto amicizia con gli spiriti e sia partito alla ricerca di altri umani. Durante il suo viaggio Wan incontra due enormi spiriti che lottano tra loro, senza saperlo Wan aiuta Vaatu, lo spirito dell'oscurita e del caos, a liberarsi da Raava, lo spirito della luce e della pace che lo teneva prigioniero per mantenere l'equilibrio nel mondo.
- Ascolti USA: telespettatori 1 730 000[7]

## L'inizio (seconda parte)
- Titolo originale: Beginnings, Part 2
- Diretto da: Ian Graham
- Scritto da: Tim Hedrick

### Trama
Raava rifiuta l'aiuto di Wan e questi prosegue il suo viaggio, riuscendo infine a trovare altri umani. Raggiunto il villaggio scopre l'influenza negativa che Vaatu esercita sugli spiriti pacifici. Wan, ritenendosi responsabile, decide di sconfiggere Vaatu insieme a Raava che accetta suo malgrado. Con il tempo Wan ottiene il controllo su tutti gli elementi e giunge il momento fatidico di scontrarsi con Vaatu. Per vincere Wan si fonde completamente con Raava e rinchiude Vaatu dentro l'Albero del Tempo. In seguito Wan ordina agli spiriti di ritornare nel loro mondo e chiude i portali che li collega a quello umano. Tuttavia gli umani finiscono per farsi la guerra e Wan, ormai in fin di vita, rimpiange di non essere riuscito nel suo intento, ma Raava lo rassicura dicendogli che si reincarnerà per tutte le sue vite future per mantenere la pace nel mondo. Korra recupera la memoria e dopo essersi ristabilita si dirige nel luogo dove si trova Tenzin.
- Ascolti USA: telespettatori 1 730 000[7]

## La guida
- Titolo originale: The Guide
- Diretto da: Colin Heck
- Scritto da: Joshua Hamilton

### Trama
Korra decide di chiudere il portale del polo Sud accedendo in forma spirituale al mondo degli spiriti e chiede l'aiuto di Tenzin, tuttavia ogni tentativo fallisce. Jinora confessa di poter vedere gli spiriti e che questi conoscono un luogo ideale per il rituale. Tenzin riconosce i suoi limiti e lascia a Jinora il compito di guida spirituale dell'Avatar. Intanto Mako rivela ad Asami che il responsabile dei furti e dell'attacco alle navi è Varrick: il suo obiettivo è coinvolgere Città della Repubblica nella guerra civile per arricchirsi. Varrick prova invano a corrompere Mako e così fa in modo di incastrarlo mettendo nella sua abitazione prove schiaccianti mandandolo in prigione.
- Ascolti USA: telespettatori 2 470 000[8]

## Una nuova era spirituale
- Titolo originale: A New Spiritual Age
- Diretto da: Ian Graham
- Scritto da: Tim Hedrick

### Trama
Appena giunte nel mondo degli spiriti Korra e Jinora vengono separate: Jinora trova la biblioteca perduta di Wan Shi Tong e sfruttando le sue conoscenze vi entra per trovare informazioni sui portali. Tuttavia il proprietario avvisa Unalaq della presenza di un intruso e Jinora viene catturata. Korra viene salvata da Iroh che le spiega come le sue emozioni influenzino ciò che la circonda, grazie ai suoi consigli Korra riesce ad arrivare al portale. Però qui trova Unalaq che tiene in ostaggio Jinora; per salvarla Korra è costretta ad aprire l'altro portale. A questo punto Unalaq cerca di eliminare Korra che è obbligata a fuggire nel mondo reale lasciando Jinora intrappolata nel mondo degli spiriti.
- Ascolti USA: telespettatori 2 220 000[9]

## La notte delle mille stelle
- Titolo originale: Night of a Thousand Stars
- Diretto da: Colin Heck
- Scritto da: Joshua Hamilton

### Trama
Bolin, avvertito dal fratello, sventa il tentato rapimento del presidente ad opera di Varrick durante il film conclusivo di Nutkut. Korra e Tenzin arrivati a Città della Repubblica avvertono il presidente del pericolo imminente, ma lui vuole impiegare l'esercito per difendere la propria città. Con l'arresto di Varrick e il rilascio di Mako il Team Avatar è di nuovo riunito e decide di attaccare Unalaq contando sulle proprie forze. Intanto la resistenza, non vedendo arrivare nessun rinforzo, tenta invano di sconfiggere Unalaq e Tonraq viene catturato.
- Ascolti USA: telespettatori 1 870 000[10]

## Convergenza armonica
- Titolo originale: Harmonic Convergence
- Diretto da: Ian Graham
- Scritto da: Tim Hedrick

### Trama
Il team Avatar combatte contro l'esercito di Unalaq, ma vengono tutti catturati. Solo Bumi, rimasto indietro durante l'attacco, riuscirà da solo, grazie ad una serie di eventi fortunati, a distruggere l'accampamento e a liberare tutti quanti. Asami porta via i feriti, mentre il resto del gruppo entra nel mondo degli spiriti. Ad aspettarli c'è Unalaq che rivela loro di volersi fondere con Vaatu per diventare un Avatar oscuro; a questo punto Tenzin e i suoi fratelli si separano andando a cercare Jinora, invece Korra inizia a sigillare il portale, mentre Mako e Bolin tengono Unalaq occupato. Korra non riesce nel suo intento e Vaatu ritorna libero dopo una prigionia di diecimila anni.
- Ascolti USA: telespettatori 1 870 000[10]

## Cala l'oscurità
- Titolo originale: Darkness Falls
- Diretto da: Colin Heck
- Scritto da: Joshua Hamilton

### Trama
Korra scaglia Unalaq nel portale lasciando ai fratelli il compito di tenerlo occupato, mentre lei combatte contro Vaatu. Tenzin, Kya e Bumi si fanno catturare da uno spirito per poi essere gettati nella nebbia delle anime perdute: un luogo che tiene prigionieri gli umani facendo leva sulle loro paure più grandi. Korra sta per sigillare Vaatu, ma viene fermata da Unalaq che si fonde con lo spirito dando origine all'Avatar oscuro, durante il combattimento Vaatu estrae Raava dal corpo di Korra e la elimina. Tenzin riesce a vincere la sua paura e trae in salvo Kya, Bumi e Jinora, quest'ultima avverte che il mondo è in pericolo e si separa dagli altri. L'oscurità di Vaatu si rafforza e il suo corpo cresce fino a diventare uno spirito oscuro gigante, quindi dà inizio a diecimila anni di oscurità.
- Ascolti USA: telespettatori 2 090 000[11]

## Luce nell'oscurità
- Titolo originale: Light in the Dark
- Diretto da: Ian Graham
- Scritto da: Michael Dante DiMartino

### Trama
Vaatu si lancia alla conquista del mondo umano e attacca Città della Repubblica. Korra viene soccorsa e seguendo i consigli di Tenzin entra nell'albero del Tempo allo scopo di connettersi con la grande energia cosmica dell'universo. Korra supera la prova diventando uno spirito gigante e va a combattere contro Vaatu. Lo scontro depone a favore dello spirito oscuro, quando l'apparizione di Jinora che porta con sé l'essenza di Raava fa rivivere quest'ultima all'interno di Vaatu. Korra recupera Raava che riacquista tutti i suoi poteri ancestrali ed infine purifica Vaatu. Korra si fonde di nuovo con Raava, ma decide di lasciare aperti i portali affinché umani e spiriti possano convivere pacificamente. Successivamente l'Avatar dichiara pubblicamente l'indipendenza della tribù dell'acqua del Sud e l'avvento di una nuova era.
- Ascolti USA: telespettatori 2 090 000[11]